# 1994–1995-ös UEFA-bajnokok ligája (egyenes kieséses szakasz)
A 1994–1995-ös UEFA-bajnokok ligája egyenes kieséses szakasza 1995. március 1-én kezdődött, és május 24-én ért véget a bécsi Ernst Happel Stadionban rendezett döntővel. Az egyenes kieséses szakaszban az a nyolc csapat vett részt, amelyek a csoportkör során a saját csoportjuk első két helyének valamelyikén végeztek.

## Lebonyolítás
A döntő kivételével mindegyik mérkőzés oda-visszavágós rendszerben zajlott. A két találkozó végén az összesítésben jobbnak bizonyuló csapatok jutottak tovább a következő körbe. Ha az összesítésnél az eredmény döntetlen volt, akkor az idegenben több gólt szerző csapat jutott tovább. Amennyiben az idegenben lőtt gólok száma is azonos volt, akkor 30 perces hosszabbítást rendeztek a visszavágó rendes játékidejének lejárta után. Ha a 2×15 perces hosszabbításban gólt/gólokat szerzett mindkét együttes, és az összesített állás egyenlő volt, akkor a vendég csapat jutott tovább idegenben szerzett góllal/gólokkal. Gólnélküli hosszabbítás esetén büntetőpárbajra került sor. A döntőt egy mérkőzés keretében rendezték meg.

## Résztvevők
| Csoport   | Csoportelső         | Csoportmásodik    |
| --------- | ------------------- | ----------------- |
| A csoport | IFK Göteborg        | FC Barcelona      |
| B csoport | Paris Saint-Germain | FC Bayern München |
| C csoport | Benfica             | Hajduk Split      |
| D csoport | Ajax                | AC Milan          |

## Ágrajz
|  | Negyeddöntők          | Negyeddöntők          | Negyeddöntők | Negyeddöntők | Negyeddöntők |   |                     | Elődöntők           | Elődöntők | Elődöntők | Elődöntők | Elődöntők |  |  | Döntő | Döntő | Döntő |  |
|  |                       |                       |              |              |              |   |                     |                     |           |           |           |           |  |  |       |       |       |  |
|  | Bayern München (i.g.) | Bayern München (i.g.) | 0            | 2            | 2            |   |                     |                     |           |           |           |           |  |  |       |       |       |  |
|  | Bayern München (i.g.) | Bayern München (i.g.) | 0            | 2            | 2            |   |                     |                     |           |           |           |           |  |  |       |       |       |  |
|  | IFK Göteborg          | IFK Göteborg          | 0            | 2            | 2            |   |                     |                     |           |           |           |           |  |  |       |       |       |  |
|  | IFK Göteborg          | IFK Göteborg          | 0            | 2            | 2            |   | Bayern München      | Bayern München      | 0         | 2         | 2         |           |  |  |       |       |       |  |
|  |                       |                       |              |              |              |   | Bayern München      | Bayern München      | 0         | 2         | 2         |           |  |  |       |       |       |  |
|  |                       |                       | Ajax         | Ajax         | 0            | 5 | 5                   |                     |           |           |           |           |  |  |       |       |       |  |
|  | Hajduk Split          | Hajduk Split          | Ajax         | Ajax         | 0            | 5 | 5                   | 0                   | 0         | 0         |           |           |  |  |       |       |       |  |
|  | Hajduk Split          | Hajduk Split          |              |              |              |   |                     |                     |           | 0         |           |           |  |  |       |       |       |  |
|  | Ajax                  | Ajax                  | 0            | 3            | 3            |   |                     |                     |           |           |           |           |  |  |       |       |       |  |
|  | Ajax                  | Ajax                  | 0            | 3            | 3            |   | Ajax                | Ajax                | 1         |           |           |           |  |  |       |       |       |  |
|  |                       |                       |              |              |              |   |                     |                     |           |           |           |           |  |  |       |       |       |  |
|  |                       |                       | AC Milan     | AC Milan     | 0            |   |                     |                     |           |           |           |           |  |  |       |       |       |  |
|  | Barcelona             | Barcelona             | AC Milan     | AC Milan     | 0            | 1 | 1                   | 2                   |           |           |           |           |  |  |       |       |       |  |
|  | Barcelona             | Barcelona             |              |              |              |   |                     | 2                   |           |           |           |           |  |  |       |       |       |  |
|  | Paris-Saint Germain   | Paris-Saint Germain   | 1            | 2            | 3            |   |                     |                     |           |           |           |           |  |  |       |       |       |  |
|  | Paris-Saint Germain   | Paris-Saint Germain   | 1            | 2            | 3            |   | Paris Saint-Germain | Paris Saint-Germain | 0         | 0         | 0         |           |  |  |       |       |       |  |
|  |                       |                       |              |              |              |   | Paris Saint-Germain | Paris Saint-Germain | 0         | 0         | 0         |           |  |  |       |       |       |  |
|  |                       |                       | AC Milan     | AC Milan     | 1            | 2 | 3                   |                     |           |           |           |           |  |  |       |       |       |  |
|  | AC Milan              | AC Milan              | AC Milan     | AC Milan     | 1            | 2 | 3                   | 2                   | 0         | 2         |           |           |  |  |       |       |       |  |
|  | AC Milan              | AC Milan              |              |              |              |   |                     |                     |           | 2         |           |           |  |  |       |       |       |  |
|  | Benfica               | Benfica               | 0            | 0            | 0            |   |                     |                     |           |           |           |           |  |  |       |       |       |  |

## Negyeddöntők
Az időpontok helyi idő szerint értendők.
| 1. csapat      | Össz.Tooltip Aggregate score | 2. csapat           | 1. mérk. | 2. mérk. |
| -------------- | ---------------------------- | ------------------- | -------- | -------- |
| Bayern München | 2–2 (i.g.)                   | IFK Göteborg        | 0–0      | 2–2      |
| Hajduk Split   | 0–3                          | Ajax                | 0–0      | 0–3      |
| FC Barcelona   | 2–3                          | Paris Saint-Germain | 1–1      | 1–2      |
| AC Milan       | 2–0                          | Benfica             | 2–0      | 0–0      |

### 1. mérkőzések
| 1995. március 1. 19:00 |

| Bayern München | 0–0         | IFK Göteborg |
| -------------- | ----------- | ------------ |
|                | Jegyzőkönyv |              |

| Olympiastadion, München Nézőszám: 46 000 Játékvezető: Sergej Chusainov (orosz) |

| 1995. március 1. 19:00 |

| Hajduk Split | 0–0         | Ajax |
| ------------ | ----------- | ---- |
|              | Jegyzőkönyv |      |

| Poljud, Split Nézőszám: 34 250 Játékvezető: Ryszard Wójcik (lengyel) |

| 1995. március 1. 21:00 |

| FC Barcelona | 1–1               | Paris Saint-Germain |
| ------------ | ----------------- | ------------------- |
| Korneev 48'  | (0–0) Jegyzőkönyv | Weah 57'            |

| Camp Nou, Barcelona Nézőszám: 10 500 Játékvezető: Vaclav Krondl (cseh) |

| 1995. március 1. 21:00 |

| AC Milan       | 2–0               | Benfica |
| -------------- | ----------------- | ------- |
| Simone 63' 75' | (0–0) Jegyzőkönyv |         |

| San Siro, Milánó Nézőszám: 60 000 Játékvezető: Ahmet Çakar (török) |

### 2. mérkőzések
| 1995. március 15. 18:45 |

| IFK Göteborg              | 2–2               | Bayern München                |
| ------------------------- | ----------------- | ----------------------------- |
| Zickler 64' Nerlinger 72' | (0–0) Jegyzőkönyv | Lilienberg 79' Martinsson 90' |

| Ullevi, Göteborg Nézőszám: 36 525 Játékvezető: Leslie Mottram (skót) |

| 1995. március 15. 18:45 |

| Ajax                        | 3–0               | Hajduk Split |
| --------------------------- | ----------------- | ------------ |
| Kanu 39' F. de Boer 43' 67' | (2–0) Jegyzőkönyv |              |

| Olympisch Stadion, Amszterdam Nézőszám: 40 000 Játékvezető: Ion Crăciunescu (román) |

| 1995. március 15. 21:15 |

| Paris Saint-Germain | 2–1               | FC Barcelona |
| ------------------- | ----------------- | ------------ |
| Raí 72' Guérin 83'  | (0–0) Jegyzőkönyv | Bakero 49'   |

| Parc des Princes, Párizs Nézőszám: 45 604 Játékvezető: Gerd Grabher (osztrák) |

| 1995. március 15. 20:15 |

| Benfica | 0–0         | AC Milan |
| ------- | ----------- | -------- |
|         | Jegyzőkönyv |          |

| Estádio da Luz, Lisszabon Nézőszám: 60 000 Játékvezető: Guy Goethals (belga) |

## Elődöntők
| 1. csapat           | Össz.Tooltip Aggregate score | 2. csapat | 1. mérk. | 2. mérk. |
| ------------------- | ---------------------------- | --------- | -------- | -------- |
| Bayern München      | 2–5                          | Ajax      | 0–0      | 2–5      |
| Paris Saint-Germain | 0–3                          | AC Milan  | 0–1      | 0–2      |

### 1. mérkőzések
| 1995. április 5. 20:30 |

| Bayern München | 0–0         | Ajax |
| -------------- | ----------- | ---- |
|                | Jegyzőkönyv |      |

| Olympiastadion, München Nézőszám: 60 000 Játékvezető: Ahmet Çakar (török) |

| 1995. április 5. 20:30 |

| Paris Saint-Germain | 0–1         | AC Milan   |
| ------------------- | ----------- | ---------- |
|                     | Jegyzőkönyv | Boban 90+' |

| Parc des Princes, Párizs Nézőszám: 44 000 Játékvezető: Serge Muhmenthaler (svájci) |

### 2. mérkőzések
| 1995. április 19. 20:30 |

| Ajax                                                    | 5–2               | Bayern München                     |
| ------------------------------------------------------- | ----------------- | ---------------------------------- |
| Litmanen 12' 46' Finidi 41' R. de Boer 44' Overmars 88' | (3–1) Jegyzőkönyv | Witeczek 36' Scholl 75' (11-esből) |

| Olympisch Stadion, Amszterdam Nézőszám: 42 000 Játékvezető: Puhl Sándor (magyar) |

| 1995. április 19. 20:30 |

| AC Milan          | 2–0               | Paris Saint-Germain |
| ----------------- | ----------------- | ------------------- |
| Savićević 21' 68' | (1–0) Jegyzőkönyv |                     |

| San Siro, Milánó Nézőszám: 79 855 Játékvezető: Leslie Mottram (skót) |

## Döntő
| 1995. május 24. 20:30 |

| Ajax         | 1–0               | Milan |
| ------------ | ----------------- | ----- |
| Kluivert 85' | (0–0) Jegyzőkönyv |       |

| Ernst Happel Stadion, Bécs Nézőszám: 49 730 Játékvezető: Ion Crăciunescu (román) |